# 128321 Philipdumont
128321 Philipdumont è un asteroide della fascia principale. Scoperto nel 2004, presenta un'orbita caratterizzata da un semiasse maggiore pari a 2,3662434 UA e da un'eccentricità di 0,1518881, inclinata di 2,60444° rispetto all'eclittica.